# Palazzo Gualterio
Palazzo Gualterio è un edificio storico di Orvieto. Occupa l'angolo opposto alla Torre del Moro, tra via de' Gualtieri, piazza Filippo Antonio Gualterio, via del Duomo e corso Cavour.
L'antica famiglia Gualterio ristrutturò il palazzo secondo un progetto iniziale del Sangallo. In seguito, come scrive Giorgio Vasari, Simone Mosca si occupò della «pianta e [del]la facciata della casa di Messer Raffaello Gualterio, padre del vescovo di Viterbo Sebastiano Gualterio, e di Messer Felice, ambi gentiluomini e signori onorati e virtuosissimi». Il palazzo fu decorato con stucchi ed affreschi.
Filippo Antonio Gualterio fu l'ultimo della famiglia ad abitarvi. Il palazzo passò successivamente al Banco di Roma, mentre gli oggetti d'arte furono trasferiti nel museo civico e nelle sale del palazzo Comunale, dove tutt'oggi sono conservati.